# Bururi
Bururi è un comune del Burundi situato nella provincia di Bururi con 83.614 abitanti (censimento 2008) ed è situata ad un'altitudine di 1.836 metri sul livello del mare.

## Geografia antropica

### Suddivisioni amministrative
Il comune è suddiviso in 28 colline.